# Illja Zabarnyj
Illja Borysovytj Zabarnyj (ukrainska: Ілля Борисович Забарний), född 1 september 2002 i Kiev, är en ukrainsk fotbollsspelare som spelar för Paris Saint-Germain. Han representerar även Ukrainas fotbollslandslag.

## Karriär
Den 31 januari 2023 värvades Zabarnyj av Bournemouth, där han skrev på ett 5,5-årskontrakt. Den 12 augusti 2025 värvades Zabarnyj av Paris Saint-Germain, där han skrev på ett femårskontrakt och samtidigt blev klubbens första ukrainska spelare genom tiderna.